# ジョン・マクレーン (郵政長官)
ジョン・マクレーン（John McLean, 1785年3月11日 - 1861年4月4日）は、アメリカ合衆国の裁判官・政治家。合衆国下院議員、合衆国郵政長官、そしてオハイオ州と合衆国の最高裁判所で陪席裁判官を務めた。

## 生い立ちと家族
1785年3月11日、マクレーンはニュージャージー州モリス郡において、ファーガス・マクレーン (Fergus McLean, 1746-1837) とソフィア・ブラックフォード (Sophia Brackford, 1753-1845) の息子として誕生した。マクレーンは家族とともに辺境の街を次々と移り住んだ。1789年にバージニア州（現ウェストバージニア州）モーガンタウン、1790年にケンタッキー州ニコラスヴィル、1793年にケンタッキー州メイスヴィル、そして1797年にオハイオ州リッジヴィルに定住した。
マクレーンは公立学校と家庭教師によって基礎教育を受けた。その後マクレーンは法律を勉強し、1807年に弁護士として認可を受けた。同年、マクレーンはオハイオ州レバノンにおいて週刊誌『西方之星』を創刊した。

## 初期の政治活動
マクレーンは1812年にオハイオ州から合衆国下院議員として選出され、翌1813年3月4日に着任した。マクレーンは1816年に下院議員を辞任し、同年2月17日にオハイオ州最高裁判所の陪席裁判官となった。

## 連邦政府での政治
1822年、マクレーンはオハイオ州最高裁判所陪席裁判官を辞任し、ジェームズ・モンロー大統領の指名により公有地管理局長官となった。その後1823年、モンロー大統領はマクレーンを郵政長官に任命した。マクレーンは続くジョン・クィンシー・アダムズ政権でも郵政長官を任され、アダムズ大統領の任期満了となる1829年3月まで郵政長官を務めた。マクレーンは新たな西部諸州に多数の郵便局を設置した。
マクレーンは1828年の大統領選挙においてアンドリュー・ジャクソンを支持した。ジャクソンは選挙で勝利すると、マクレーンに陸軍長官と海軍長官のポストを提示した。だがマクレーンはそのいずれも断り、代わりに合衆国最高裁判所の陪席裁判官として任命を受けた。

## 合衆国最高裁判所
マクレーンは「最高裁の政治家」として知られるようになった。マクレーンは民主共和党、国民共和党、反メイソン党、ホイッグ党、自由土地党、そして共和党と、所属を次々と変えた。マクレーンは政界諸派すべての政党と提携した。1841年に大統領となったジョン・タイラーはマクレーンに陸軍長官の地位を打診したが、マクレーンはこれを断った。マクレーンは猛烈な反奴隷主義者であったが、創設間もない共和党において1856年の大統領選挙に向けての候補者の1人として挙げられた。最終的にはジョン・フリーモントが指名を獲得したが、マクレーンは続く1860年の大統領選挙でも候補者の1人として挙げられた。

## 晩年
1861年4月4日、マクレーンはオハイオ州シンシナティで死去した。マクレーンの遺体はシンシナティ市内のスプリング・グローブ墓地に埋葬された。